# Robert Mösinger
Robert Mösinger (* 18. März 1898 in Frankfurt am Main; † 13. Juni 1959 in Kiel) war ein deutscher Journalist. Nach Ende des 2. Weltkrieges war er ab September 1945 Leiter der Hessenredaktion von Radio Frankfurt und am Aufbau des heutigen Hessischen Rundfunk beteiligt.

## Leben
Als Achtzehnjähriger begann Robert Mösinger eine dreijährige Volontärzeit bei der von seinem Vater geleiteten, katholisch orientierten Rhein-Mainischen Volkszeitung, die zuerst den Titel Frankfurter Volkszeitung trug. Bis 1925 blieb er dort als Lokalredakteur und war auch Betriebsratsmitglied. Als es nach einem Besitzerwechsel zu Differenzen mit dem Aufsichtsratsvorsitzenden Friedrich Dessauer wegen seiner Kritik an der inneren sozialen Haltung des Betriebs kam, schied er aus. Er wurde freier Journalist mit einem Abnehmerkreis zwischen Köln, Freiburg und Breslau und berichtete über eine Vielzahl verschiedener Themen. Während der Zeit des Nationalsozialismus ab 1933 hielt er sich mit Frauenkorrespondenz und Main-Korrespondenz für die Heimatpresse über Wasser und konnte dabei einige Kollegen, darunter Karl Rudolf ‚Rudi‘ Eims, unterstützen und ihnen Beschäftigungen anbieten. Nach April 1934 kam Robert Mösinger als Fachmann für Fragen der Freien in den von acht Nazis beherrschten neuen Reichsvorstand des Reichsverband der Deutschen Presse. Er bemühte sich teils mit Erfolg darum, den vom Ausschluss und damit vom Berufsverbot bedrohten Kollegen zu helfen und setze sich für eine relativ großzügige Anwendung der Bestimmungen des neuen Schriftleitergesetzes ein.

1944 erfolgte das Verbot seiner journalistischen Tätigkeiten durch die NSDAP.
Bei Radio Frankfurt, einem von der amerikanischen Besatzungsmacht gegründeten Radiosender und dem Vorläufer des heutigen Hessischen Rundfunks, baute er ab September 1945 die Rundschau aus dem Hessenland mit einer eigenen Redaktion auf, die er bis zu seinem Tod leitete. Diese Sendung bestand bis in die 1990er Jahre und war zu diesem Zeitpunkt eine 10-minütige Nachrichtensendung über die Ereignisse in Hessen. Als einer der führenden Köpfe und Leiter war er am Aufbau des heutigen Hessischen Rundfunks beteiligt. Von seinen Kollegen und Mitarbeitern beim Hessischen Rundfunk wurde er liebevoll Onkel Robby genannt.
Ab 1918 war Mösinger Mitglied des Vereins der Frankfurter Presse und später als Vertreter des freien Journalisten Vorstandsmitglied des Reichsverband der Deutschen Presse.
Am 2. März 1947 wurde er von den Gründungsmitgliedern des "Verband der Berufsjournalisten in Hessen" (heute DJV Hessen) in Frankfurt am Main zum ersten Vorsitzenden gewählt. Sein Geschäftszimmer mit Vordame durfte er mit Genehmigung des Intendanten Eberhard Beckmann für die Verbandsgeschäfte nutzen.
Am Abend des 13. Juni 1959 starb Robert Mösinger an den Folgen eines Herzschlages, nachdem er an einer Sitzung des DJV-Gesamtvorstandes in Kiel teilgenommen hatte.